# Edward Lewis Sturtevant
Edward Lewis Sturtevant (Boston (Massachusetts), 23 de enero de 1842- 30 de julio de 1898) fue un agrónomo, botánico, físico, y médico estadounidense.
De niño, fue llevado por sus padres a Filadelfia y allí, al poco tiempo, su padre y su madre murieron. Su joven tía Mrs. Benson, fue su guardián, y con ella se trasladaron a Winthrop, Maine, el lugar de nacimiento de su padre. Sus días de escolar fueron en Nueva Jersey, y después se preparó para la universidad en Blue Hill, Maine. Con su educación preliminar terminada, en 1859, entró en el Bowdoin College, permaneciendoá hasta 1861, cuando, un llamado urgente de las fuerzas armadas a la universidad para servir en la guerra civil, se alistó en el ejército de la Unión, en septiembre de 1861, como Teniente 1.º de la Compañía G, 74.º Regimiento de Voluntarios de Maine. Con apenas veintiún años se convirtió en capitán de su compañía estacionada en el bajo Misisipi, donde, posiblemente, su obra más importante fue el asedio de Port Hudson. Su posibilidad de seguir prestando servicios, se vio truncada por un ataque de malaria que lo incapacitó; regresando a su casa en 1863.
Fue miembro de la "Sociedad Americana para el avance de las Ciencias".
Se le deben numerosos trabajos sobre el maíz, su cultivo, botánica y clasificación de sus muy numerosas variedades. En 1875, construyó el primer lisímetro en EE. UU.
En 1893, el Dr. Sturtevant fue víctima de una de las epidemias de gripe que cada invierno asolaban el país. Nunca se recuperó de ese ataque y su salud comenzó a fallar hasta descubrir que una tuberculosis había resurgido. Con la esperanza de recuperarse, pasó tres inviernos en California con un alivio temporal pero no permanente. Pues el 30 de julio de 1898 falleció, en su casa vieja en Waushakum "su granja".

## Algunas publicaciones
- edward lewis Sturtevant, joseph n. Sturtevant. 1875. The dairy cow: A monograph on the Ayrshire breed of cattle. Ed. A. Williams & Co. 252 pp. Reimprimió BiblioLife, 2010. 274 pp. ISBN 1175502545
- 1899. Varieties of corn. Bulletin N.º 57. Ed. Government Printing Office. 108 pp.
- 1919. Sturtevant's Edible Plants of the World. Ed. J. B. Lyon Co. 696 pp. Reeditó General Books LLC, 2010. 620 pp. ISBN 1154861643

## Honores

### Epónimos
- (Nymphaeaceae) Nymphaea sturtevantii J.N.Gerard[2]

- La abreviatura «Sturtev.» se emplea para indicar a Edward Lewis Sturtevant como autoridad en la descripción y clasificación científica de los vegetales.[3]